# Bothriothorax kasparyani
Bothriothorax kasparyani är en stekelart som beskrevs av Khlopunov 1979. Bothriothorax kasparyani ingår i släktet Bothriothorax och familjen sköldlussteklar. Inga underarter finns listade.